# Саку Сурхал
„Саку Сурхал“ (на естонски: „Saku Suurhall“; буквален превод: Голямата зала „Саку“) е най-голямата арена в Естония.
Построена е през 2001 година. Има капацитет до 10 000 души. Наименувана е на естонската фирма за пиво и безалкохолни напитки „Саку“. Домакин е на 47-ото издание на „Евровизия“.
Съоръжението се използва за концерти, хокей на лед и баскетбол.